# Pueblo mopán
El pueblo Mopán es uno de los pueblos mayas en Petén, Guatemala y en Belice. Hablan mopán, que es una lengua mayense. Esta etnia tiene una rica historia arraigada en el mito de dos amantes que establecieron su hogar en las orillas del río Mopán, dando origen a la descendencia de este pueblo. Durante la invasión española, los Mopán se dispersaron en los cuatro puntos cardinales, resistiendo y preservando su identidad.
Los británicos forzaron al pueblo mopán fuera de Honduras Británica (British Honduras, ahora Belice) hacia Guatemala. Los mopanes en Guatemala soportaron la esclavitud. En el siglo XIX, muchos mopanes regresaron a Honduras Británica.
En el censo 2000, se informó de 6909 beliceños con lengua mopán como lengua madre y 6093 como su primer lengua; 3 % de la población. En Guatemala en el departamento de Petén se registró 2891 mopanes.

## Gobierno
La comunidad se rige por el sistema “Alcalde”. Cada 3 años un Alcalde es elegido en noviembre. Todos los aldeanos están invitados a una asamblea, y una mayoría de votos decide sobre un líder. El Alcalde es muy importante para la comunidad ya que tiene completa autoridad y un mandato para gobernar.
Su papel es garantizar la paz y la armonía en la aldea a través de juzgar disputas y cobrar pequeñas multas. Un sistema de consejo de aldea relativamente nuevo está en marcha en algunas aldeas que ha comenzado a limitar los poderes tradicionales del Alcalde.